# بيتر بيركوفيتس
بيتر بيركوفيتس (بالإنجليزية: Peter Berkowitz)‏ هو عالم سياسة أمريكي، ولد في 1959.

## وصلات خارجية
- الموقع الرسمي